# إكاثتيغيتا
بلدية إكاثتيغيتا (بالإسبانية: Icazteguieta) هي بلدية تقع في مقاطعة غيبوثكوا التابعة لمنطقة إقليم الباسك شمال إسبانيا.

## الديموغرافيا
بلغ عدد سكان بلدية إكاثتيغيتا 470 نسمة عام 2011 (وفقاً للمعهد الوطني للإحصاء الإسباني).
| 380 | 382 | 380 | 395 | 455 | 465 | 470 |

## أعلام
- ليري أولابيريا